# Əhmədabad (Tovuz)
Əhmədabad è un comune dell'Azerbaigian situato nel distretto di Tovuz. Conta una popolazione di 991 abitanti.